# Hydropsyche philo
Hydropsyche philo är en nattsländeart som beskrevs av Ross 1941. Hydropsyche philo ingår i släktet Hydropsyche och familjen ryssjenattsländor. Inga underarter finns listade i Catalogue of Life.